# Serge Lepeltier
Serge Lepeltier (Boulogne-Billancourt, 12 ottobre 1953) è un politico francese.

## Biografia
Ha studiato presso l'HEC Paris.
Nel 1995 vinse le elezioni comunali di Bourges e ne diventò sindaco, per poi vincerle nuovamente nel 2001. Fu eletto senatore del dipartimento dello Cher il 27 settembre 1998.
Nel 2002 ha ricoperto per un breve periodo la carica di presidente del Raggruppamento per la Repubblica, dopo la nomina di Michèle Alliot-Marie a Ministro della difesa e poco prima che il partito si sciogliesse ufficialmente nell'Unione per un Movimento Popolare.
Il 31 marzo 2004, il governo di Jean-Pierre Raffarin annunciò un rimpasto a causa delle ingenti perdite subite alle elezioni regionali francesi. Serge Lepeltier fu nominato ministro dell'ecologia, mentre Roselyne Bachelot-Narquin fu destituita.
Nel 2005, Serge Lepeltier aderì al Partito Radicale.